# Otto Passarge

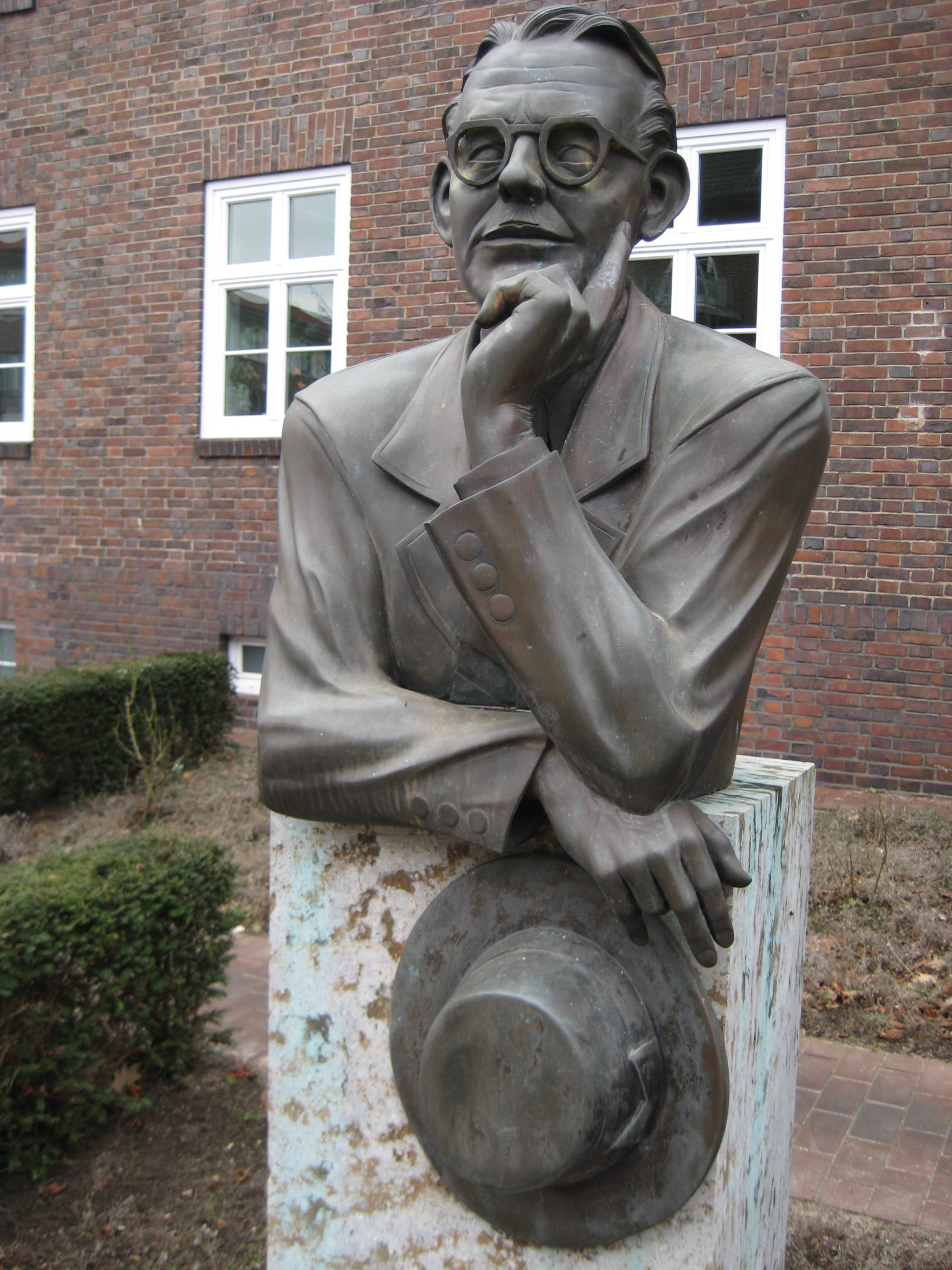
Otto Passarge, Skulptur von Josef Wieczorek in Lübeck

Otto Passarge (* 12. November 1891 in Lübeck; † 16. Mai 1976 ebenda) war von 1946 bis 1956 Bürgermeister (SPD) von Lübeck.

## Lebenslauf
Otto Passarge war gelernter Maurer und seit 1910 Mitglied der SPD. Von 1921 bis 1933 war er Mitglied der Bürgerschaft in Lübeck. In den Jahren 1924 bis 1933 hatte er führende Funktionen im Reichsbanner von Mecklenburg-Lübeck inne, wurde danach im Dritten Reich mehrfach wegen unerlaubter Tätigkeiten verhaftet. Nach Kriegsende war er zwei Jahre Polizeipräsident von Lübeck, danach als Nachfolger von Emil Helms über zehn Jahre hinweg Bürgermeister. Er gilt als eine der treibenden Kräfte in den Wiederaufbaujahren und hat nach dem Krieg über 100.000 Flüchtlinge in Lübeck integriert.
Otto Passarge erhielt ein Ehrengrab auf dem Burgtorfriedhof in Lübeck.

## Ehrungen
- 1956: Großes Verdienstkreuz der Bundesrepublik Deutschland
- Otto Passarge erhielt mit der Gedenkmünze Bene Merenti die höchste Auszeichnung der Stadt Lübeck.
- Nach Otto Passarge sind in Lübeck eine Hauptschule, eine Straße und der Otto-Passarge-Saal benannt.